# Clark Brandon
Clark Brandon (New York City, 13 dicembre 1958) è un attore statunitense.
Clark Brandon è il figlio dell'attore Peter Brandon.
Le sue interpretazioni più celebri sono quelle di Zachary Rogers, l'apprendista di Max Merlin nella serie televisiva Mago Merlino e di Sean Fitzpatricknella serie I Fitzpatricks. Ha anche recitato con Jim Varney nel film Fast Food.

Brandon ha anche diretto tre film: Dark Secrets (1992), Skeeter (1993) e The Last Road (1997).

## Filmografia

### Attore
- The Chicken Chronicles (1977)
- I Fitzpatricks (The Fitzpatricks) (1977-1978) Serie TV
- In casa Lawrence (Family), nell'episodio "And Baby Makes Three" (1978)
- Fantasilandia (Fantasy Island), nell'episodio "Lady of the Evening/The Racer" (1978)
- ABC Afterschool Specials, nell'episodio "It Isn't Easy Being a Teenage Millionaire" (1978)
- Like Mom, Like Me (1978) Film TV
- Insight, nell'episodio "When, Jenny? When?" (1979)
- Wonder Woman (Wonder Woman), negli episodi "Il ragazzo che sapeva il segreto (prima parte)" (1979) e "Il ragazzo che sapeva il segreto (seconda parte)" (1979)
- Out of the Blue (1979) Serie TV
- Hello, Larry, nell'episodio "The Blind Friend" (1980)
- Serial (1980)
- Mago Merlino (Mr. Merlin) (1981-1982) Serie TV
- In Love with an Older Woman (1982) Film TV
- Kiss Games (1983)
- Love Boat (Love Boat), nell'episodio "Dee Dee's Dilemma/Julie's Blind Date/The Prize Winner" (1983)
- L'albero delle mele (The Facts of Life), negli episodi "Matrimonio adolescenziale: Parte 1" (1981), "Matrimonio adolescenziale: Parte 2" (1981), "Dolce dolore" (1981) e "Come ai vecchi tempi" (1984)
- Funland (1987)
- Fast Food (1989)

### Regista
- Dark Secrets (1992)
- Skeeter (1993)
- The Last Road (1997)

### Sceneggiatore
- Fast Food (1989)
- Skeeter (1993)